# Catena parlata
In linguistica, la catena parlata (o, specie tra gli ingegneri della voce, parlato connesso, dall'inglese connected speech) è la sequenza di foni linguistici contenuti in un enunciato composto da almeno due parole. Senso pressoché identico ha il termine fonia, con cui si intende l'«emissione linguistica, considerata nella sua materialità inanalizzata».
L'espressione "catena parlata" intende rinviare al fatto che le parole risultano concatenate secondo una data sintassi e fonotassi (alcuni fenomeni, come ad esempio il raddoppiamento fonosintattico, si danno solo in presenza di almeno due parole).
In generale, la pronuncia nella catena parlata è assai meno accurata che nella pronuncia di parole isolate, essendo la prima caratterizzata da fenomeni di riduzione.